# Zaburzenia odżywiania
Zaburzenia odżywiania (zaburzenia jedzenia) – jednostki chorobowe charakteryzujące się zaburzeniem łaknienia na podłożu psychicznym.
Zaburzenia odżywiania dzieli się na 2 grupy:
- zaburzenia specyficzne (anorexia nervosa, bulimoreksja, bulimia nervosa)
- zaburzenia niespecyficzne (zespół przeżuwania, zespół nocnego jedzenia, jedzenie kompulsywne, napady objadania się)

Chorzy na zaburzenia odżywiania często cierpią również na depresję, dokonują innych działań autodestrukcyjnych (np. samookaleczenie) lub są uzależnieni od innych środków (alkohol, narkotyki) czy czynności (seks).
Dzieje się tak, ponieważ zaburzenia odżywiania to objawy tego, co przeżywa osoba chora (ból, stres, strach, samotność, niska samoocena itp). Mechanizmy choroby często są niezrozumiałe dla samego chorego, a jego zachowania (np. objadanie się i wywoływanie wymiotów) to najczęściej działania kompulsywne. Wielką rolę w powstawaniu zaburzeń odżywiania odgrywa mikrobiom przewodu pokarmowego.
Zaburzenia odżywiania wymagają specjalistycznego leczenia (psycholog, psychiatra, czasem dietetyk). Nieleczone mogą doprowadzić do poważnych komplikacji zdrowotnych, a nawet śmierci.

## Klasyfikacja ICD10
| kod ICD10     | nazwa choroby                                                 |
| ------------- | ------------------------------------------------------------- |
| ICD-10: F50   | Zaburzenia odżywiania                                         |
| ICD-10: F50.0 | Jadłowstręt psychiczny (anorexia nervosa)                     |
| ICD-10: F50.1 | Jadłowstręt psychiczny atypowy                                |
| ICD-10: F50.2 | Żarłoczność psychiczna (bulimia nervosa)                      |
| ICD-10: F50.3 | Atypowa żarłoczność psychiczna                                |
| ICD-10: F50.4 | Przejadanie się związane z innymi czynnikami psychologicznymi |
| ICD-10: F50.5 | Wymioty związane z innymi czynnikami psychologicznymi         |
| ICD-10: F50.8 | Inne zaburzenia odżywiania się                                |
| ICD-10: F50.9 | Zaburzenia odżywiania się, nieokreślone                       |

## Grupy wsparcia jako istotny element terapii zaburzeń odżywiania
Wiele osób zmagających się z trudnościami związanymi z odżywianiem korzysta z grup wsparcia, które stanowią ważny element ich terapii. Jednym z przykładów jest podejście Anonimowych Jedzenioholików. C.G. Fairburn, który w swojej książce porównuje terapię zaburzeń odżywiania (CBT-E) do programu 12 kroków, wskazuje na różnice między podejściami terapeutycznymi, podkreślając, że choć nie jest to metoda uniwersalna, dla wielu osób okazała się jedynym skutecznym rozwiązaniem. Innym przykładem jest grupa CHLO, skierowana do pacjentów po resekcji żołądka, która wspiera ich w adaptacji do nowego stylu życia oraz w przezwyciężaniu trudności związanych ze zmianą nawyków żywieniowych. Uczestnictwo w takich grupach pozwala na wymianę doświadczeń, uzyskanie wsparcia emocjonalnego oraz naukę skutecznych strategii radzenia sobie z wyzwaniami.